# 劉汝松
劉汝松（1492年—？年），字貞吾，山东济南府歷城縣人，民籍。

## 生平
治《詩經》，行一，正德十四年（1519年）山東鄉試第六名舉人，年三十二歲中式嘉靖二年（1523年）癸未科會試第三百六十一名，第三甲第一百名進士。授完县知县，歷官户部督饷郎中、襄陽府知府。嘉靖十八年，世宗南巡承天府時，以供具不办获罪，革职为民。

## 家族
曾祖劉順。祖父劉哲。父劉澄。母李氏。慈侍下。兄汝霖、弟汝霁。